# 火炬广场站 (石家庄)
火炬广场站是石家庄地铁1号线的地铁车站，位于中华人民共和国河北省石家庄市裕华区裕华东路与峨眉街交叉口，于2017年6月26日开通运营。

## 车站结构
火炬广场站位于裕华东路与峨眉街交叉口，沿裕华东路呈东西向布置，为地下两层侧式站台车站，车站长208米，宽22.7米，车站地下一层为站厅层，地下二层为站台层，站台设置全高站台门。
| 地面              | 出入口 | A、B、C、D出入口 |
| 地下一层          | 站厅   | 客服中心、自动售票机、验票机 |
| 地下二层          | 站台   | \| 側式 · 開右邊车门 \| \| \| \| \| \| █ 1号线往西王（留村） \| \| \| \| █ 1号线往福泽（石家庄东站） \| \| 側式 · 開右邊车门 \| \| \| |
| 側式 · 開右邊车门 |        | |
|                   |        | █ 1号线往西王（留村） |
|                   |        | █ 1号线往福泽（石家庄东站） |
| 側式 · 開右邊车门 |        | |

## 车站出口
火炬广场站共有4个出入口，近A出口设地下连通道通向毗邻的石家庄高新万象汇，各出口及周围设施如下所示：
| 出口编号                             | 照片 | 地点                             | 可到达目的地                                   |
| ------------------------------------ | ---- | -------------------------------- | ---------------------------------------------- |
| 出口 · A · 扶手电梯标志              |      | 裕华东路（北侧）、峨眉街（东侧） | 石家庄高新万象汇，石家庄市轨道交通有限责任公司 |
| 出口 · B · 升降机标志 · 扶手电梯标志 |      | 裕华东路（南侧）、峨眉街（东侧） | 火炬广场                                       |
| 出口 · C · 扶手电梯标志              |      | 裕华东路（南侧）、峨眉街（西侧） | 石家庄国家高新区技术产业开发区管理委员会       |
| 出口 · D · 扶手电梯标志              |      | 裕华东路（北侧）、峨眉街（西侧） | 联通大厦                                       |
| 註： 設有 \| 設有扶手電梯            |      |                                  |                                                |

## 接驳交通

### 公交车
- 联通大厦：91路，99路，537路，553路，555路
- 火炬广场：537路，553路，555路，706路

## 历史
- 2013年7月5日，车站正式开工[6]。
- 2014年10月22日，车站主体结构封顶。
- 2017年6月26日，本站随1号线通车一同开通[1]。